# Kuuttartup Atuarfia
Kuuttartup Atuarfia er den mindste af de to folkeskoler i byen Maniitsoq på vestkysten af Grønland. Den anden folkeskole er Atuarfik Kilaaseeraq.
Kuuttartup Atuarfia blev bygget i 1974. Den dækker 1. til 7. skoletrin, og har 118 elever fordelt på 8 klasser, og har i tillægg to specialklasser. Til sammen 16 lærere er ansat. Skolen har både bibliotek/IT-rum og fritidsklub. Skolen tilbyder også skolefritidsordning.

## Links
- Skoleforvaltningen i Maniitsoq kommune Arkiveret 10. oktober 2007 hos  Wayback Machine

|  | Denne artikel kan blive bedre, hvis der indsættes geografiske koordinater Denne artikel omhandler et emne, som har en geografisk lokation. Du kan hjælpe ved at indsætte koordinater i wikidata. |